# Nishiokoppe, Hokkaidō
Nishiokoppe (西興部村 Nishi-Okoppe-mura) là một ngôi làng thuộc huyện Monbetsu, phó tỉnh Okhotsk, Hokkaidō, Nhật Bản. Tính đến ngày 1 tháng 10 năm 2020, dân số ước tính ngôi làng là 1.053 người và mật độ dân số là 3,4 người/km2. Tổng diện tích ngôi làng là 308,12 km2.